# 愚公山を移す
愚公山を移す（ぐこうやまをうつす）は、中国の戦国時代の典籍『列子』湯問編に載せられた説話。20世紀になって、毛沢東が演説の中で引用したため、有名になった。
もともとは『列子』の中の伝説で、次のような話である。
太行山・王屋山が、現在の位置にあるのは、愚公という老人が自宅近くのこの山を邪魔に思い、家族総出で山を崩し始めたからだというのである。愚公の行為を見ていた智叟（ちそう）という人物が、「山を人力で崩せるはずがない」と批判すると、愚公は「山は増えないから、人間は子々孫々この事業を続ければ、いつかは山を移動できる」と自信満々に答えた。それを聞いた天帝が姱娥氏の二人の子に山を背負わせ、これを動かした。
毛沢東は1945年6月にこの話を演説で引用し、日本と中国国民党政権を二つの山に、中国共産党を愚公に喩え、どんなに敵が強力に見えても、我々が山を崩し続ければ、天帝にあたる中国人民は我々を支持してくれるのだと訴えた。
この毛沢東の論文は、文化大革命の時代に「人民に奉仕する」「ベチューンを記念する」の短い文章とあわせて「老三篇」と呼ばれ、パンフレットで普及された。また、日本でも中国語の初級教材として利用された。
訪ソ時、スターリンにこの伝説を紹介するとスターリンは興味を示し「私たちが手を組めば山を移す以上のことができますよ。」と答えた。